# Nicolás Lapentti
Nicolás Alexander Lapentti Gómez (født 13. august 1976 i Guayaquil, Ecuador) er en ecuadoriansk tennisspiller, der blev professionel i 1995. Han har igennem sin karriere (pr. september 2008) vundet 5 single- og 3 doubletitler, og hans højeste placering på ATP's verdensrangliste er en 6. plads, som han opnåede i november 1999.

## Grand Slam
Lapenttis bedste Grand Slam resultat i singlerækkerne kom ved Wimbledon i 2002. Her nåede han frem til kvartfinalerne, hvor han dog blev besejret af den senere finalist, argentineren David Nalbandian.